# Rosa María Bianchi
Rosa María Bianchi (Buenos Aires, 18 de febrero de 1948) es una actriz argentina, nacionalizada mexicana.

## Biografía
Muy joven se trasladó a México donde obtuvo la nacionalidad mexicana. Estudió actuación en el INBA, la escuela de teatro del CUT dirigida por el maestro Héctor Mendoza, y en la UNAM, a la par que participaba en variadas obras de teatro. En cine realizó su primera actuación en la película Hotel Villa Goerne en 1981, película que se estrenaría al año siguiente de ser filmada. En uno de los cursos de la universidad conoció al futuro productor y director Carlos Téllez quien posteriormente la invitó a participar en lo que sería su primera actuación en televisión, en la exitosa telenovela Cuna de lobos, en 1986. Con esta actuación, por la cual no recibió salario, se dio a conocer definitivamente en tierras mexicanas, interpretando a una secretaria que se convierte en una víctima más de la temible Catalina Creel, la villana de la historia, papel a cargo de María Rubio. Por su actuación fue nominada a un premio Premios TVyNovelas a Mejor revelación femenina. A partir de aquí continuó con una exitosa carrera que ha abarcado cine, teatro y televisión.
Estuvo casada con el director de teatro Luis de Tavira, juntos tuvieron dos hijos: Julián y el también actor José María de Tavira.

## Filmografía

### Telenovelas
- Mujer de nadie (2022) - Gertrudis Valdepeña de Valdez[1]
- La suerte de Loli (2021) - Nora "Norita" Tovar de Torres,[2]
- Yago (2016) - Carmelina "Melina" López
- Yo no creo en los hombres (2014-2015) - Úrsula de la Vega Vda. de Santibáñez
- La fuerza del destino (2011) - Lucrecia Curiel de Lomelí
- Alborada (2005-2006) - Magdalena de Iturbe y Pedroza
- Alegrijes y rebujos (2003-2004) - Helga Aguayo
- La otra (2002) - Lupita Posada de Ibáñez
- Navidad sin fin (2001-2002) - Josefina
- Sin pecado concebido (2001) - Dra. Carmen Albán
- Mujer bonita (2001) - Carolina
- Locura de amor (2000) - Clemencia Castañón
- Infierno en el paraíso (1999) - Dolores
- La mentira (1998) - Sara de Fernández Negrete
- Pueblo chico, infierno grande (1997) - Porfiria Cumbios
- Canción de amor (1996) - Alina
- Caminos cruzados (1994-1995) - Alicia
- Sueño de amor (1993)
- Vida robada (1991-1992) - Irene Avelar
- Mi pequeña Soledad (1990) - Piedad Fernández
- Carrusel (1989-1990) - Claudia de Palillo
- Teresa (1989-1990) - Rosa Molina
- El extraño retorno de Diana Salazar (1988-1989) - Malena Salazar Obregón
- Cuna de lobos (1986-1987) - Bertha Moscoso / Michelle Albán
- Monte Calvario (1986) - Esther[3]

### Programas
- Las azules (2024) - Luz[4]
- Monarca (2019) - Ana Cecilia Dávila Vda. de Carranza
- José José, el príncipe de la canción (2018) - Margarita
- Gritos de muerte y libertad (2010) - María Ignacia Escalada Vda. de Alamán
- Mujeres asesinas (2008-2010) - Sofía Capellán
- Amor mío (2006-2007) - Doña Maggie Casadiego Vda. de Juárez
- Vecinos (2005) - Señora Olvera
- Mujer, casos de la vida real (1995-2001) - Cuca/Lourdes
- Hora marcada (1989) - Amalia

### Cine
- Si yo fuera tú (2018) - Josefina
- Qué pena tu vida (2016) - Patricia
- Sabrás que hacer conmigo (2015)
- Redemption of a broken mind (2015) - Ana Villalonga
- Frente al espejo (2013) - Actriz
- Los inadaptados (2011) - Carlota
- Una pared para Cecilia (2011)
- Sultanes del sur (2007) - Mamá
- Morirse en domingo (2006) - Laura
- Fuera del cielo (2006) - Señora García Luna
- Sexo impostor (2005)
- Dos tragedias (2004)
- Las lloronas (2004) - Francisca
- Nicotina (2003) - Carmen
- Por la libre (2000)
- Amores perros (2000) - Tía Luisa
- Libre de culpas (1997)
- Los vuelcos del corazón (1996)
- Miroslava (1993) - Sofía
- Ceremonia (1990)
- Peló gallo (1990)
- Hotel Villa Goerne (1982)

### Teatro
- Buenas noches, mamá (2010) - Thelma
- Mujeres que soñaron caballos
- La forma que se despliega
- Una canción apasionada
- La honesta persona
- La divina Sarah
- Entre mujeres

## Premios y nominaciones

### Premios Ariel
- Premio Ariel a la Mejor Actriz por la película Nicotina en 2004.

### Premios TVyNovelas
| Año  | Categoría                 | Telenovela                | Resultado |
| ---- | ------------------------- | ------------------------- | --------- |
| 2015 | Mejor primera actriz      | Yo no creo en los hombres | Ganadora  |
| 1999 | Mejor primera actriz      | La mentira                | Nominada  |
| 1992 | Mejor villana             | Vida robada               | Nominada  |
| 1991 | Mejor villana             | Mi pequeña Soledad        | Nominada  |
| 1987 | Mejor revelación femenina | Cuna de lobos             | Nominada  |

### Premios Bravo 2015
| Categoría            | Telenovela                | Resultado |
| -------------------- | ------------------------- | --------- |
| Mejor primera actriz | Yo no creo en los hombres | Ganadora  |

### Premios ACE
| Año  | Categoría                  | Telenovela                | Resultado |
| ---- | -------------------------- | ------------------------- | --------- |
| 2016 | Mejor coactuación femenina | Yo no creo en los hombres | Ganadora  |